# Tuineje
Tuineje es una localidad y municipio español perteneciente a la isla de Fuerteventura, en la provincia de Las Palmas, comunidad autónoma de Canarias. Los principales núcleos de población son Gran Tarajal, Tarajalejo y Tuineje (capital municipal).

## Toponimia
El municipio toma su nombre del de su cabecera administrativa, el casco de Tuineje. Este término es de procedencia aborigen, siendo el nombre con el que los primeros pobladores de la isla, los majos, conocían el lugar. Según el filólogo Maximiano Trapero, la voz puede relacionarse con el bereber tawinijt, que según sus informaciones nombraría a un tipo de espino en el continente africano.

## Geografía
Tuineje está ubicado en el sector sudeste de la isla de Fuerteventura, a 32,5 kilómetros de la capital insular.
Cuenta con una superficie de 275,94 km², de la cual la gran mayoría se corresponde con una extensa área rural y natural.
Limita con los municipios de Antigua, Betancuria y Pájara.
La capital municipal se encuentra en el casco urbano de Tuineje, a una altitud de 205 m s. n. m., alcanzando el municipio su máxima altitud en la Gran Montaña a 711 m s. n. m., ubicada en el macizo montañoso de Betancuria.
El municipio de Tuineje cuenta con una longitud de costa de 26,59 kilómetros, destacando en ella las playas de Gran Tarajal, Tarajalejo, Giniginámar y Las Playitas.

### Espacios protegidos
El municipio cuenta con superficie de los siguientes espacios protegidos, compartida con otros municipios de la isla:
- Parque rural de Betancuria: de gran interés faunístico y refugio también para varias rapaces amenazadas.
- Monumento natural de Caldera de Gairía: cono volcánico de erupción reciente.
- Monumento natural de Cuchillos de Vigán: reducto de especies amenazadas como el guirre (Neophron percnopterus majorensis), el águila pescadora (Pandion haliaetus) y el halcón de Berbería (Falco pelegrinoides).
- Paisaje protegido del Malpaís Grande: campo de lavas de emisiones volcánicas.

## Demografía
Tuineje cuenta con una población de 16 454 habitantes (INE 2024).
| Gráfica de evolución demográfica de Tuineje entre 1842 y 2021                                                       |
| |
| Población de derecho según los censos de población del INE Población de hecho según los censos de población del INE |

En cuanto al lugar de nacimiento, el 62 % (9592 personas) de la población del municipio estaba formada por personas nacidas en Canarias, de los cuales el 46 % (4385 pers.) lo habían hecho en el propio municipio, un 29 % (2746 pers.) en otro municipio de la isla y un 26 % (2461 pers.) procedía de otra isla del archipiélago. El resto de la población la componía un 25 % (3851 pers.) de nacidos en el Extranjero, sobre todo de Colombia, Alemania y Marruecos, y un 14 % (2153 pers.) en el resto de España.
| Entidad singular            | Habitantes |
| --------------------------- | ---------- |
| Las Casitas                 | 55         |
| Giniginámar                 | 600        |
| Gran Tarajal                | 8762       |
| Juan Gopar                  | 535        |
| Las Playitas                | 823        |
| Tarajalejo                  | 1454       |
| Tequital                    | 364        |
| Tesejerague                 | 1473       |
| Tiscamanita                 | 501        |
| Tuineje (capital municipal) | 1029       |

## Historia

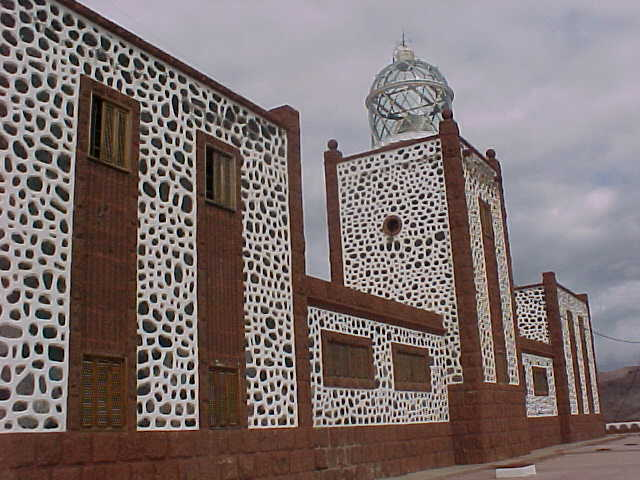
Faro de Punta La Entallada, en Las Playitas

Fue dependiente del municipio de Betancuria hasta finales del siglo xviii. Se constituye en municipio en 1812 gracias a las Cortes de Cádiz.
En 1740, durante la guerra anglo-española, corsarios ingleses desembarcaron en la isla e intentaron saquear en el pueblo. Sin embargo, y a pesar de su desventaja en armamento, los vecinos consiguieron la victoria sobre los invasores. Meses más tarde se vuelven a reproducir los acontecimientos con igual resultado. Esta batalla se conoce como batalla de Tamasite o de Llano Florido.

## Patrimonio
- Ermita de san Marcos en Tiscamanita, de finales del siglo xvii.
- Iglesia de san Miguel arcángel, del siglo xviii.
- Ermita de san José, en Tesejerague. Data de la primera mitad del siglo xviii.
- Horno de cal en Gran Tarajal, construido en 1953, es el mayor de Fuerteventura.

## Economía
La economía en Tuineje se base en la agricultura de tomate y forrajeras (primer productor insular) y en la ganadería (carne de cabra y quesos). Cobra también un papel relevante el sector turístico.[cita requerida]

## Símbolos

### Escudo
El escudo heráldico municipal fue aprobado por orden de la consejería de la presidencia del gobierno de Canarias el 7 de marzo de 1991, siendo su descripción: «De azul, un monte de oro, cargado de un camello al natural, sobre ondas; bordura de gules cargada de cinco parejas formadas por un fusil y un chuzo majorero pasados en aspa. Va timbrado con la corona real española».

### Bandera
La bandera fue aprobada por orden del gobierno de Canarias del 24 de julio de 1991, siendo descrita como: «Paño rectangular de proporciones 2:3 (una vez y media más largo que ancho), terciado verticalmente de azul, amarillo y azul. En el centro del paño ostentará el escudo de armas del municipio».

## Administración y política
El municipio se rige por su ayuntamiento, compuesto por el alcalde-presidente y dieciséis concejales.
| Partido político                                          | 2019  | 2019       | 2019 |
| Partido político                                          | %     | Concejales |      |
| Coalición Canaria (CC)-Partido Nacionalista Canario (PNC) | 25,11 | 5          |      |
| Partido Popular (PP)                                      | 21,58 | 4          |      |
| Asambleas Municipales de Fuerteventura (AMF)              | 19,94 | 4          |      |
| Partido Socialista Obrero Español (PSOE)                  | 19,74 | 4          |      |
| Nueva Canarias (NC)                                       | 4,93  | 0          |      |
| Gana Fuerteventura                                        | 4,61  | 0          |      |
| Ciudadanos (CS)                                           | 1,91  | 0          |      |
| Partido de Fuerteventura                                  | 0,94  | 0          |      |

Tras las elecciones municipales de mayo de 2019 se formó un gobierno entre CC y el PP, con la nacionalista Candeleria Umpiérrez como alcaldesa. Sin embargo, en septiembre del mismo año fue presentada y aprobada una moción de censura, formándose un nuevo gobierno de coalición entre los concejales del PP, PSOE y AMF, convirtiéndose en alcaldesa la popular Esther Hernández.

## Personas destacadas
- Eustaquio Gopar, uno de los soldados españoles participantes en el Sitio de Baler, que a su regreso, llegó a ser alcalde de la población durante varios períodos.
- Manuel Velázquez Cabrera, abogado y político, propulsor de los cabildos insulares.
- Saray Ramírez, exconcursante de Operación Triunfo 2006.

## Localidades hermanadas
- Baler, Filipinas